# 椎名雄大
椎名 雄大（しいな よしとも、1984年2月6日 - ）は、東京都出身のプロバスケットボール選手である。ポジションはガード/フォワード。

## 来歴
明星高校では3年次に国体出場。
その後、中央大学を経て、2007年に栃木ブレックス入団。
2008年に埼玉ブロンコスで練習生を経て選手登録される。
2009年、リンク栃木ブレックスのD-TEAMブレックス・バスケットボールクラブに移籍。
2010年、ブレックス・バスケットボールクラブ退団。埼玉ブロンコスに復帰。
2011年、浜松・東三河フェニックス入団。
2014年6月、信州ブレイブウォリアーズに移籍。
2016年、東京エクセレンスに移籍。
2017年、3x3.EXEのTACHIKAWA DICEに入団。
2019-20シーズン限りで引退。
2021年、東京エクセレンスU15ヘッドコーチに就任。
2023年、横浜エクセレンスアシスタントコーチ就任。
2024年6月、レバンガ北海道アシスタントコーチ就任。

## 経歴
- 明星高校- 中央大学 - 栃木（2007年〜2008年） - 埼玉（2008年〜2009年） - リンク栃木D-team（2009年〜2010年） - 埼玉（2010年～2011年）- 浜松・東三河（2011年～2014年） - 信州（2014年～2016年） - 東京EX（2016年～2020年）